# Agulhes deth Pòrt
Les Agulhes deth Pòrt, de Caldes, la més alta de 2.658,2 metres d'altura, són un conjunt de roques agudes, d'aquí el nom d'agulles, que es troben en límit dels termes municipals de la Vall de Boí (Alta Ribagorça) i de Naut Aran (Vall d'Aran). Estan situades en el límit del Parc Nacional d'Aigüestortes i Estany de Sant Maurici i la seva zona perifèrica.
Localitzades en la carena que separa la meridional Capçalera de Caldes de la Vall de Boí, del septentrional Circ del Montardo de la vall de Valarties, s'estenen d'oest a est, a mig camí del Montardo Petit al nord-oest i del Tuc de Ribereta a l'est. A peus del seu vessant sud descansa l'Estany del Port de Caldes.